# 장만 선생 영정 및 공신록권
장만 선생 영정 및 공신록권(張晩 先生 影幀 및 功臣錄券)은 대한민국 경기도 김포시 하성면에 있는 조선시대의 초상화 및 공신록권이다. 1991년 10월 19일 경기도의 유형문화재 제142호로 지정되었다.

## 개요
조선 중기의 문신인 낙서 장만(1566∼1629) 선생의 영정 2점과 진무공신 1등에 봉함을 명하는 교서이다.
장만은 전라도와 함경도의 관찰사와 형조판서 등의 벼슬을 거쳐 우찬성을 지낸 문신이며, 말년에 이괄의 난을 평정한 공으로 진무공신 1등으로 옥성부원군에 봉해졌다. 시호는 ‘충정’이다.
영정은 공신도(功臣圖) 형식의 초상화 1점과 유학 복식의 초상화 1점이다. 그 중 공신도 초상화는 인조3년(1625)에 도화서 화원에 의해 그려졌는데 16세기 말에서 17세기 초에 걸쳐 보이는 전형적인 공신도에 속하는 작품이다. 상단부분에 ‘충정’이라는 시호가 기록되어 있는데, 이것은 그가 죽은 후에 기록한 것으로 보인다. 크기는 가로 113㎝, 세로 246㎝이다.
유복(儒服)차림의 초상화는 그린 연도는 알 수 없으나 공신도 초상화와 비슷한 연대에 그려진 것으로 보인다. 크기는 가로 124㎝, 세로 253㎝이다.
초상화와 함께 보관중인 교서는 장만을 진무공신 1등에 봉한다는 내용이며, 여기에는 모두 32명의 공신이 기록되어 있어 당시의 인물을 연구하는데 도움이 되는 자료이다. 크기는 가로 375㎝, 세로 198㎝이다.

## 같이 보기
- 장만

## 참고 자료
- 장만 선생 영정 및 공신록권 - 국가유산청 국가유산포털